# Vitörad solfjäderstjärt
Vitörad solfjäderstjärt (Rhipidura albolimbata) är en fågel i familjen solfjäderstjärtar inom ordningen tättingar.

## Utseende och läte
Vitörad solfjäderstjärt är en rätt liten och långstjärtad fågel. Fjäderdräkten är skiffergrå, med svartaktigt ansikte. Vidare har den vit strupe, ett kort vitt ögonbrynsstreck och en vit teckning bakom ögat som gett den sitt svenska namn. På de mörka vingarna syns ett vitt prickat vingband och stjärten har även en vit spets. Arten liknar gråbröstad solfjäderstjärt, men är mindre och har den unika vita fläcken bakom ögat. Sången består av en något metallisk ramsa med ljusa toner.

## Utbredning och systematik
Vitörad solfjäderstjärt förekommer på Nya Guinea. Den behandlas antingen som monotypisk eller delas in i två underarter med följande utbredning:
- Rhipidura albolimbata albolimbata – förekommer i bergstrakter från Västpapua till Huonhalvön
- Rhipidura albolimbata lorentzi – förekommer i Sudirmanbergen och Central Highlands i Nya Guinea

## Levnadssätt
Vitörad solfjäderstjärt hittas i bergsskogar och skogsbryn. Där födosöker den på typiskt maner för solfjäderstjärtar, med rest stjärt och sänkta vingar. Ibland slår den följe med kringvandrande artblandade flockar. Fågeln är rätt lätt att komma nära, därav det engelska namnet Friendly Fantail, "vänlig solfjäderstjärt".

## Status och hot
Arten har ett stort utbredningsområde, men tros minska i antal, dock inte tillräckligt kraftigt för att den ska betraktas som hotad. Internationella naturvårdsunionen IUCN listar arten som livskraftig (LC).